# Montalegre
Montalegre es una villa portuguesa perteneciente el distrito de Vila Real, en la región de Trás-os-Montes (Norte) y la comunidad intermunicipal Alto Támega, con cerca de 1800 habitantes.
Es la sede de un municipio con 806,19 km² de área y 9261 habitantes (2021), subdividido en 25 freguesias. El municipio limita al norte con España, al este con Chaves, al sureste con Boticas, al sur con Cabeceiras de Basto, a sudoeste con Vieira do Minho y al oeste con las Terras de Bouro.
El municipio de Montalegre es uno de los dos municipios de Barroso. Un poco más del 26,26% de la superficie del municipio forma parte del parque nacional da Peneda-Gerês, siendo de los municipios que lo integran el que contribuye con la mayor área para el Parque (21 174 ha, o 211,74 km²). 

## Demografía
| Gráfica de evolución demográfica de Montalegre entre 1849 y 2021 |
|                                                                  |
| Datos según el nomenclátor publicado por el INE portugués.       |

## Freguesias
Las freguesias de Montalegre son las siguientes:
- Cabril
- Cambeses do Rio, Donões e Mourilhe
- Cervos
- Chã
- Covelo do Gerês
- Ferral
- Gralhas
- Meixedo e Padornelos
- Montalegre e Padroso
- Morgade
- Negrões
- Outeiro
- Paradela, Contim e Fiães
- Pitões das Júnias
- Reigoso
- Salto
- Santo André
- Sarraquinhos
- Sezelhe e Covelães
- Solveira
- Tourém
- Venda Nova e Pondras
- Viade de Baixo e Fervidelas
- Vila da Ponte
- Vilar de Perdizes e Meixide

## Patrimonio
- Castillo de Montalegre, del siglo XIII. Visitable y en buen estado de conservación.

## Fiestas
- Noche de brujas (Sexta 13, noite de bruxas, en portugués Archivado el 2 de abril de 2015 en Wayback Machine..

Se celebra siempre que el día 13 de cada mes coincide con el día de la semana viernes. La fiesta comienza a las 13:13 horas del viernes 13 y continúa durante la noche. Consiste en espectáculos en el castillo, animaciones por las calles. Los festejos incluyen un piromusical.
- Numerosas fiestas en las distintas freguesias.